# Guillon-Terre-Plaine
Guillon-Terre-Plaine [ɡɥijɔ̃ tɛʁ plɛn] est une commune nouvelle située dans le département de l'Yonne, en région Bourgogne-Franche-Comté, créée le 1er janvier 2019.

## Géographie

### Situation
La commune se trouve sur la limite Est du département, riveraine de la Côte-d'Or, entre Avallonnais et Tonnerois.

### Hydrographie
Le principal cours d'eau est le Serein, affluent de l'Yonne en rive droite.

### Climat
Pour des articles plus généraux, voir Climat de la Bourgogne-Franche-Comté et Climat de l'Yonne.
En 2010, le climat de la commune est de type climat océanique dégradé des plaines du Centre et du Nord, selon une étude du Centre national de la recherche scientifique s'appuyant sur une série de données couvrant la période 1971-2000. En 2020, Météo-France publie une typologie des climats de la France métropolitaine dans laquelle la commune est exposée à un climat océanique altéré et est dans la région climatique  Lorraine, plateau de Langres, Morvan, caractérisée par un hiver rude (1,5 °C), des vents modérés et des brouillards fréquents en automne et hiver. 
Pour la période 1971-2000, la température annuelle moyenne est de 10,7 °C, avec une amplitude thermique annuelle de 16,2 °C. Le cumul annuel moyen de précipitations est de 784 mm, avec 11,4 jours de précipitations en janvier et 7,8 jours en juillet. Pour la période 1991-2020, la température moyenne annuelle observée sur la station météorologique de Météo-France la plus proche, « St André », sur la commune de Saint-André-en-Terre-Plaine à 5 km à vol d'oiseau, est de 11,3 °C et le cumul annuel moyen de précipitations est de 849,9 mm. 
La température maximale relevée sur cette station est de 41,3 °C, atteinte le 24 juillet 2019 ; la température minimale est de −16 °C, atteinte le 20 décembre 2009,,. 
Les paramètres climatiques de la commune ont été estimés pour le milieu du siècle (2041-2070) selon différents scénarios d'émission de gaz à effet de serre à partir des nouvelles projections climatiques de référence DRIAS-2020. Ils sont consultables sur un site dédié publié par Météo-France en novembre 2022.

## Urbanisme

### Typologie
Au 1er janvier 2024, Guillon-Terre-Plaine est catégorisée commune rurale à habitat dispersé, selon la nouvelle grille communale de densité à sept niveaux définie par l'Insee en 2022.
Elle est située hors unité urbaine. Par ailleurs la commune fait partie de l'aire d'attraction d'Avallon, dont elle est une commune de la couronne,. Cette aire, qui regroupe 74 communes, est catégorisée dans les aires de moins de 50 000 habitants,.

## Toponymie
Guillon-Terre-Plaine est une commune nouvelle française située dans le département de l'Yonne en région Bourgogne-Franche-Comté. Elle a été créée le 1er janvier 2019 par la fusion des communes de Guillon, Cisery, Sceaux, Trévilly et Vignes.
Le nom de la commune nouvelle, Guillon-Terre-Plaine, est composé du nom de l'ancienne commune de Guillon, qui en est le chef-lieu, et de deux termes géographiques, "Terre" et "Plaine", qui évoquent le caractère rural et le paysage de la région.
Le nom de Guillon vient probablement du nom d'un domaine gallo-romain, dérivé du nom de personne latin "Guillius" ou "Guilius", avec le suffixe "-onem". Ce nom a évolué au fil des siècles pour donner "Guillon".
Le terme "Terre" fait référence à la terre cultivée, aux champs et aux cultures, qui sont une part importante de l'activité économique de la région.
Le terme "Plaine" évoque quant à lui le paysage de la région, qui est caractérisé par de vastes étendues planes, propices à l'agriculture.
Ainsi, le nom de Guillon-Terre-Plaine reflète à la fois l'histoire, la géographie et l'activité économique de la commune nouvelle.

## Histoire
La fontaine Sainte-Marguerite de Guillon est un site archéologique du bronze final III,.
Pendant la guerre de Cent Ans, Guillon fut occupé par l'armée anglaise jusqu'à ce que soit signé entre la Bourgogne et l'Angleterre un traité connu sous le nom de "traité des moutons d'or". La Bourgogne ainsi libérée du joug anglais dut payer 200 000 moutons d'or. Lors de cette transaction, Édouard III séjourna au château de Guillon. Il s'agit de l'un des seuls épisodes historiques liés à ce château.
Par un arrêté préfectoral du 24 décembre 2018, la commune est créée au 1er janvier 2019 résultant du regroupement des communes de Cisery, Guillon, Sceaux, Trévilly et Vignes.

## Politique et administration

### Administration municipale
Jusqu'aux prochaines élections municipales de 2020, le conseil municipal de la nouvelle commune est constitué de l'ensemble des conseillers municipaux des anciennes communes.
| Nom             | Code Insee | Intercommunalité | Superficie (km2) | Population (dernière pop. légale) | Densité (hab./km2) |
| --------------- | ---------- | ---------------- | ---------------- | --------------------------------- | ------------------ |
| Guillon (siège) | 89197      | CC du Serein     | 11,94            | 760 (2017)                        | 64                 |
| Cisery          | 89109      | CC du Serein     | 4,7              | 52 (2016)                         | 11                 |
| Sceaux          | 89381      | CC du Serein     | 13,22            | 130 (2016)                        | 9,8                |
| Trévilly        | 89421      | CC du Serein     | 6,86             | 72 (2016)                         | 10                 |
| Vignes          | 89448      | CC du Serein     | 11,77            | 83 (2016)                         | 7,1                |

### Liste des maires
| Période                                  | Période  | Identité             | Étiquette | Qualité |
| ---------------------------------------- | -------- | -------------------- | --------- | ------- |
| 2019                                     | En cours | Jean-Louis Groguenin |           |         |
| Les données manquantes sont à compléter. |          |                      |           |         |

## Culture locale et patrimoine

### Lieux et monuments
- Église Saint-Pierre de Vignes.

### Personnalités liées à la commune
- Bernard Fèvre, ardent défenseur de la théorie plaçant Alésia à Guillon.
- Charles François Soisson, militaire des guerres révolutionnaires né à Guillon.